# Kékes
Kékes é o ponto mais alto da Hungria. Fica no condado de Heves e tem 1014 m de altitude. É uma das três grandes atrações naturais da Hungria, depois do lago Balaton e do rio Danúbio.
O seu nome significa azulado na língua húngara.